# جبل ياطب
ياطب جبل وموقع أثري، يقع في شرق منطقة حائل، على بُعد 38 كلم، وتوجد على صخوره كتابات ورسوم ثمودية.

## موقع الجبل
يقع جبل ياطب على بعد 30 كم شرق مدينة حائل، وهو من المواقع الأثرية التي ترجع بتاريخها للألف الثالث قبل الميلاد، وتكمن أهمية الموقع سياحياً من كونه يضم مجموعة من الرسوم والنقوش الثمودية الصخرية، تمثل في مجملها مشاهد من الحياة اليومية التي كانت سائدة في تلك الفترة، وتتكون عناصرها التشكيلية من الإنسان والجمال والأسود وأشجار النخيل.، وتنتشر على واجهات صخور الجبل مجموعة كبيرة من النقوش الثمودية، والرسوم الصخرية التي تتشكل فيها أشكال النخيل والجمال والخيول والأشكال البشرية التي تحمل الأقواس والسهام بأيديها.

## انظر ايضاً
- حائل
- جبل أجا وسلمى
- جبل صايد
- جبل السمراء

## وصلات خارجية
- من كنوز حـائل جبل ياطـب.